# Floricomus pythonicus
Floricomus pythonicus är en spindelart som beskrevs av Crosby och Bishop 1925. Floricomus pythonicus ingår i släktet Floricomus och familjen täckvävarspindlar. Inga underarter finns listade i Catalogue of Life.